# Клаудио Писаро
Клаудио Мигел Писаро Босио (на испански: Claudio Miguel Pizarro Bosio, роден на 3 октомври 1978 г. в Каляо, Перу) е бивш перуански футболист.

## Кариера

### Депортиво Пескеро
Писаро е започнал да играе с Депортиво Пескеро, малък провинциален отбор в северната част на Перу на седемнадесет годишна възраст. Той се хареса на скаути на Кантолао, по-голям клуб в пристанищния град Каляо близо до столицата Лима и е поканен да се обучава с резервния им отбор. Въпреки това никога не подписа с Кантолао. Вместо това, на възраст от двадесет и две, Писаро е продаден от Депортиво на най-добрия перуански футболен клуб Алианса Лима, с когото той прави своя дебют в най-горната перуанска дивизия.

### Алианса Лима
Писаро вкара 25 гола за два сезона с Алианса Лима и е част от отбора на Алианса който достигна до втората позиция на Перуанската Първа Дивизия през 1999 г. (Университарио де Депортес стана шампион). Малко след като Алианса постигна втора позиция, Писаро е продаден на отбора от Бундеслигата Вердер Бремен. Късно същата година, той изиграва първия си мач за националния отбор на Перу.

### Вердер Бремен
29-те гола които Писаро отбеляза за два сезона за Вердер Бремен го направи изгряващата звезда на перуанския футбол и мениджърите на големи европейски клубове пожелават да подпишат с футболиста. След сезон 2000/01, Вердер обявява, че няма да пречи на Писаро да премине в по-голям клуб. Испанските Реал Мадрид и Барселона както и италианския Интер заедно със съперниците на Вердер в Бундеслигата Борусия Дортмунд се надпреварват кой да подпише с Писаро. В крайна сметка той подписва с Байерн Мюнхен

### Байерн Мюнхен
Писаро преминава в тима на Баварците на 7 юни 2001 г. По това време ръководеният от Отмар Хицфелд отбор е настоящ Европейски клубен шампион. Нападателят стартира добре сезон 2001/02 след като във втория си мач за сезона отбелязва гол в 4-тата минута срещу Шалке 04. Перуанецът се налага в състава на Байерн, измесвайки от титулярното място немският национал Карстен Янкер. Скоро Клаудио печели симаптиите на феновете, които го начиват „Бомбардировача от Андите“ и „Бога на инките“.
Писаро е ключов играч за Байерн при техния дубъл през 2003 г. Тогава те печелят Бундеслигата и Купата на Германия. Клаудио е автор на 14 гола в кампанията, а партньорът му в атака Джоване Елбер е голмайстор на тима с 21. На следващия сезон обаче Байерн не успява да защити своите трофеи. Вече под ръководството на Феликс Магат тимът печели титлата и купата на страната в два поредни сезона.
След края на сезон 2006/07 договорът му с баварците изтича и той не желае да преподпише с тима. Заинтересовани от него са Севиля, Бенфика и Рейнджърс. На 20 май 2007 г. официално напуска клуба.

### Челси
На 1 юли 2007 официално преминава в Челси със свободен трансфер. В клуба играе с номер 14, с който играе в националния отбор и в Байерн Мюнхен. Той е и първия перуанец, който играе за клуба. Клаудио вкарва гол в дебюта си за „аристократите“, като поразява мрежата на Бирмингам Сити. След като тимът е поет от Аврам Грант, перуанецът губи мястото си в клуба и не успява да направи нищо запомнящо се. Той вкарва едва 2 гола за единствения си сезон във Висшата лига, като и двете попадения са срещу Бирмингам Сити.

### Отново във Вердер
През лятото на 2008 г. Писаро се завръща във Вердер Бремен. Той пристига под наем за 1 сезон с опция за закупуване. Нападателят прави завръщане в Бундеслигата, вкарвайки 17 гола в първенството и 28 във всички турнири. Играе основна роля за множество победи на Вердер, включително и с 5:2 срещу Байерн Мюнхен. Помага на „бременските музиканти“ да достигнат финал в последния турнир за Купата на УЕФА, но там германците губят от Шахтьор Донецк с 1:2.
След края на сезон 2008/09 Писаро окончателно подписва договор с Вердер. През 2009/10 отборът се класира на 3-то място в шампионата, а Писаро отново е голмайстор на тима с 16 гола. Впоследстие обаче бременци изпадат в криза, а напускането на лидерите Месут Йозил и Налдо оказва влияние върху формата на отбора. Вердер се отпуска в средата на таблицата и е далеч от борещ се за титлата тим, както в последните сезони.
През сезон 2011/12 перуанецът продължава да показва завидна форма с 18-те си гола в Бундеслигата. Цялостното представяне на Вердер обаче е разочароващо, като тимът завършва на 9-о място.

### Завръщане в Байерн
На 26 май 2012 г. Писаро обявява, че е подписал едногодишен договор с бившия си клуб – Байерн Мюнхен. Перуанецът е привлечен за алтернатива на титулярния нападател Марио Манджукич и по-често се появява като резерва за „баравците“. Първите месеци са трудни за Клаудио, като той вкарва първите си два гола за сезона чак в края на октомври срещу Кайзерслаутерн в Купата на Германия. На 7 ноември 2012 г. нанизва хеттрик в Шампионската лига при разгрома над Лил с 6:1. На 30 март 2013 г. перуанецът е с основна роля при победата на Байерн срещу Хамбургер ШФ с 9:2. Клаудио вкарва хеттрик за 33 минути и приключва мача с 4 гола и 2 асистенции. В края на сезона Писаро печели требъл с „баварците“ - Бундеслигата, Купата на Германия и Шампионската лига.
През сезон 2013/14 титулярен нападател в Байерн става Роберт Левандовски, а Писаро продължава ролята си на резерва. Въпреки това, перуанецът успява да вкара 10 попадения през сезона само за 684 игрови минути, т.е. нападателят бележи средно по гол на всеки 68 минути в шампионата.
През втория си период в Байерн Писаро печели 3 пъти Бундеслигата, 2 пъти Купата на Германия и веднъж Шампионската лига. През лятото на 2015 г. напуска тима като свободен агент, след като ръководството не подновява контракта на ветерана.

### За трети път във Вердер
Писаро се завръща във Вердер през септември 2015 г. На 2 март 2016 г. става най-възрастният футболист, вкарвал хеттрик в Бундеслигата, след като поразява вратата на Байер Леверкузен.

## Успехи

### Клубни Успехи
Байерн Мюнхен
- Бундеслига: 2002/03, 2004/05, 2005/06, 2012/13, 2013/14, 2014/15
- Купа на Германия: 2002/03, 2004/05, 2005/06, 2012/2013, 2013/2014
- Купа на Лигата: 2004
- Суперкупа на Германия: 2012
- Шампионска лига: 2012/13
- Суперкупа на Европа: 2013
- Междуконтинентална купа: 2001
- Световно клубно първенство: 2013

Вердер Бремен
- Купа на Германия: 2008/09
- Суперкупа на Германия: 2009

### Лични успехи
- Най-добър ибероамерикански футболист в Европа за 2005 г.
- Голмайстор на Лига Европа 2009/10
- Голмайстор на Купа на Германия: 2004/05, 2005/06
- Чуждестранен голмайстор в германската футболна история
- Девето място във вечната класация на голмайсторите на Бундеслигата